# Manasquan
Manasquan es un borough ubicado en el condado de Monmouth en el estado estadounidense de Nueva Jersey. En el año 2010 tenía una población de 5,897 habitantes y una densidad poblacional de 907 personas por km².

## Geografía
Manasquan se encuentra ubicado en las coordenadas 40°6′46″N 74°2′11″O / 40.11278, -74.03639.

## Demografía
Según la Oficina del Censo en 2000 los ingresos medios por hogar en la localidad eran de $63,079 y los ingresos medios por familia eran $73,670. Los hombres tenían unos ingresos medios de $52,368 frente a los $33,333 para las mujeres. La renta per cápita para la localidad era de $32,898. Alrededor del 3.1% de la población estaba por debajo del umbral de pobreza.